# Phước Thắng, Bác Ái
Phước Thắng là một xã cũ thuộc huyện Bác Ái, tỉnh Ninh Thuận, Việt Nam.

## Địa lý
Xã Phước Thắng nằm ở phía tây nam huyện Bác Ái, có vị trí địa lý:
- Phía đông giáp xã Phước Đại
- Phía tây và phía bắc giáp xã Phước Tiến
- Phía nam giáp xã Phước Chính và huyện Ninh Sơn.

Xã có diện tích 47,74 km², dân số năm 2019 là 4.253 người, mật độ dân số đạt 89 người/km².

## Lịch sử
Trước đây, Phước Thắng là một xã thuộc huyện Ninh Sơn.
Ngày 6 tháng 11 năm 2000, huyện Ninh Sơn được chia thành hai huyện Ninh Sơn và Bác Ái, xã Phước Thắng chuyển sang trực thuộc huyện Bác Ái.
Ngày 21 tháng 9 năm 2007, Chính phủ ban hành Nghị định 147/2007/NĐ-CP. Theo đó:
- Giải thể xã Phước Thắng (do địa bàn nằm trong hồ chứa nước Sông Sắt)
- Điều chỉnh 2.591,8 ha diện tích tự nhiên của xã Phước Thắng vừa giải thể về xã Phước Thành quản lý
- Điều chỉnh 5.580,27 ha diện tích tự nhiên của xã Phước Thắng vừa giải thể về xã Phước Đại quản lý
- Thành lập xã Phước Thắng (mới) trên cơ sở điều chỉnh 1.471,21 ha diện tích tự nhiên của xã Phước Chính; 3.259,39 ha diện tích tự nhiên của xã Phước Tiến và toàn bộ 3.149 người của xã Phước Thắng cũ.

Sau khi thành lập, xã Phước Thắng có 4.730,60 ha diện tích tự nhiên và 3.149 người.
Ngày 16 tháng 6 năm 2025, Ủy ban Thường vụ Quốc hội ban hành Nghị quyết số 1667/NQ-UBTVQH15 về việc sắp xếp các đơn vị hành chính cấp xã của tỉnh Khánh Hòa năm 2025 (nghị quyết có hiệu lực từ ngày 1 tháng 7 năm 2025). Theo đó, hợp nhất các xã Phước Tiến, Phước Thắng và Phước Chính thành xã Bác Ái.